# Mexia (Texas)
Mexia (pronunciado Mejía) es una ciudad ubicada en el condado de Limestone en el estado estadounidense de Texas. En el Censo de 2010 tenía una población de 7.459 habitantes y una densidad poblacional de 394,78 personas por km².

## Geografía
Mexia se encuentra ubicada en las coordenadas 31°40′51″N 96°28′59″O / 31.68083, -96.48306. Según la Oficina del Censo de los Estados Unidos, Mexia tiene una superficie total de 18.89 km², de la cual 18.64 km² corresponden a tierra firme y (1.36%) 0.26 km² es agua.

## Demografía
Según el censo de 2010, había 7.459 personas residiendo en Mexia. La densidad de población era de 394,78 hab./km². De los 7.459 habitantes, Mexia estaba compuesto por el 48% blancos, el 31.73% eran afroamericanos, el 0.6% eran amerindios, el 0.63% eran asiáticos, el 0.08% eran isleños del Pacífico, el 17.08% eran de otras razas y el 1.88% pertenecían a dos o más razas. Del total de la población el 27.95% eran hispanos o latinos de cualquier raza.